# Molecular Phylogenetics and Evolution
Molecular Phylogenetics and Evolution (w publikacjach cytowany jako Mol. Phylogen. Evol.) – międzynarodowe czasopismo naukowe publikujące artykuły z zakresu filogenetyki molekularnej i ewolucji organizmów, których zadaniem jest ustalenie pokrewieństwa między organizmami i poznanie ich prawdziwego drzewa genealogicznego. Czasopismo stanowi forum biologii molekularnej. Zachęca do publikowania artykułów o charakterze multidyscyplinarnym, zwłaszcza w dziedzinach takich jak bioinformatyka, biologia obliczeniowa, biologia molekularna i biologia organizmów, które są interesujące dla społeczności biologów systematycznych i ewolucyjnych. Mile widziane są prezentacje nowych odkryć w zakresie procesów i mechanizmów ewolucyjnych wyrażone na poziomie molekularnym. Chętnie publikowane są także prezentacje dotyczące metodologii rekonstrukcji historii ewolucji na podstawie danych molekularnych (takich jak opisy nowych lub bardziej zaawansowanych algorytmów komputerowych) przydatnych do konstruowania drzew filogenetycznych z sekwencjami nukleotydów (lub aminokwasów).
Za publikowanie artykułów pobierana jest opłata od ich autorów. Czasopismo jest subskrybowane. Pełny dostęp do treści artykułów online (pliki pdf) jest możliwy dla zalogowanych. Dla niezalogowanych online dostępny jest skorowidz i streszczenia artykułów. Skorowidz obejmuje:
- Latest issue – wyszukiwarka numerów
- Articles in press – wyszukiwarka artykułów
- Articles collections – wszystkie artykuły
- All issues – wszystkie numery czasopisma[1].